# Иванова, Валентина Дмитриевна
Валенти́на Дми́триевна Ивано́ва (12 апреля 1927, с. Утёвка — 14 сентября 2020, Самара) — советский и российский хирург, специалист в области клинической анатомии, доктор медицинских наук, профессор. Заведующая кафедрой оперативной хирургии и клинической анатомии Самарского государственного медицинского университета, автор более 250 научных публикаций. Почётный профессор СамГМУ, заслуженный работник высшей школы Российской Федерации.

## Биография

### Ранние годы и образование
Родилась 12 апреля 1927 года в селе Утёвка Бузулукского уезда Самарской губернии (ныне — Нефтегорский район Самарской области).  
В 1944 году поступила в Куйбышевский медицинский институт, позже перевелась в Кишинёвский медицинский институт, который окончила в 1949 году.

### Медицинская практика
С 1949 года работала главным врачом городской санитарно-эпидемиологической станции, затем — клиническим ординатором кафедры госпитальной хирургии Кишинёвского медицинского института.  
В 1951–1954 годах — врач-хирург и заведующая хирургическим отделением в г. Холмск (Сахалинская область), главный хирург города.  
В 1954 году награждена знаком «Отличник здравоохранения СССР».

### Научно-педагогическая деятельность
В 1955–1957 годах обучалась в Ленинграде под руководством профессора П. А. Куприянова.  
С 1957 года — аспирант кафедры факультетской хирургии Куйбышевского медицинского института под руководством С. Л. Либова.  
В 1960 году защитила кандидатскую диссертацию в Горьковском медицинском институте.  
В 1971 году — докторскую диссертацию на тему «Эффективность экстракорпорального кровообращения при лечении терминальных состояний с гипотензией».  
С 1974 года — заведующая кафедрой оперативной хирургии и топографической анатомии СамГМУ, с 1975 года — профессор.

### Общественная деятельность и награды
- Член диссертационного совета по хирургии, травматологии и ортопедии (с 1978 года)
- Член правления Всероссийского общества морфологов (с 1982 года)
- И. о. проректора по учебно-воспитательной работе (1983–1984)
- Руководитель Поволжского зонального сектора Республиканского совета по научной работе студентов (1985–1990-е)
- Награждена: знаком «Высшая школа СССР» (1984)[2], орденом Дружбы (1994), значком «Во благо земли Самарской» (2007)
- В 2003 году присвоено звание «Заслуженный работник высшей школы Российской Федерации».

### Семья
- Муж — Леонид Альхимович, военный врач, хирург.
- Сын — Владимир Альхимович, доцент кафедры анатомии человека СамГМУ.

## Научно-практический вклад
- Разработала методы перфузии внутренних органов при реанимации и искусственном кровообращении.
- Один из авторов первого в России аппарата искусственного кровообращения (совместно с Г. Л. Ратнером)[3].
- Под её руководством выполнено более 1000 научных исследований, защищено 3 докторских и 12 кандидатских диссертаций.
- Опубликовала более 250 научных и учебных трудов.
- Участвовала в международных и всесоюзных конгрессах по кардиохирургии, реаниматологии, биомеханике.
- Более 20 лет — член Проблемной комиссии Минздрава РФ по оперативной хирургии.
- Учёный секретарь диссертационного совета (1978–2006).
- Проректор и один из основателей Медицинского университета «Реавиз».

## Основные научные и учебно-методические труды
- Иванова В.Д., в записи Яремина Б.И. Избранные лекции по оперативной хирургии и клинической анатомии. — 7-е. — New York: Amazon, Independently Published, 2020. — 204 с. — ISBN 979-8646073342.
- Иванова В.Д., Колсанов А.В., Миронов А.А., Яремин Б.И. Ампутации. Операции на костях и суставах. — Самара: Офорт, 2010. — 176 с. — ISBN 5-473-00231-5.
- Иванова В.Д., Яремин Б.И., Колсанов А.В., Альхимович В.Л. Клинико-анатомическое обоснование операций на грудной стенке, молочной железе, плевре и лёгких. — Самара: Офорт, 2003. — 134 с. — ISBN 5-962-30003-3.
- Иванова В.Д., Колсанов А.В., Чаплыгин С.С., Юнусов Р.Р., Миронов А.А., Бардовский И.А., Яремин Б.И. Клиническая анатомия и оперативная хирургия забрюшинного пространства. — Самара, 2014. — 77 с.
- Иванова В.Д., Колсанов А.В., Яремин Б.И., Альхимович В.Л. Клинико-анатомическое обоснование операций на мозговом и лицевом отделах черепа. — Самара: Офорт, 2000. — 105 с. — ISBN 5-9623-0003-3.
- Столяров Е.А., Иванова В.Д., Колсанов А.В. Лечение больных с ранами и раневой инфекцией кожи и мягких тканей в практике семейного врача: Учебное пособие для системы послевузовского профессионального образования врачей. — 2003. — ISBN 5-98105-016-0.
- Колсанов А.В., Яремин Б.И., Миронов А.А., Юнусов Р.Р., Воронин А.С., Назарян А.К. Практикум хирургических манипуляций и операций. — Самара: Издательство Самарского научного центра Российской академии наук, 2016. — 141 с. — ISBN 978-5-906605-80-1.

## Память
- Именем В. Д. Ивановой названа лекционная аудитория морфологического корпуса Самарского государственного медицинского университета.
- В 2021 году медицинский университет «Реавиз» учредил памятную медаль В. Д. Ивановой «За успехи в хирургии»[4].